# Carl August Struensee
Pour les articles homonymes, voir Struensee.
Carl August Struensee est un économiste allemand, fils d'Adam Struensee, né à Halle en 1735 et mort à Berlin en 1804.

## Biographie
Struensee est issu de la famille originaire de la Marche de Brandebourg von Struensee, dont le nom est mentionné pour la première fois en 1477 à Neuruppin. Son père Adam Struensee (de) (1708-1791) est pasteur et professeur de théologie à Halle et plus tard surintendant général des duchés de Schleswig et Holstein, sa mère Maria Dorothea est la fille du médecin et médecin personnel du roi danois Johann Samuel Carl (de) (1677-1757).
Après avoir étudié à Halle la théologie, la physique, les mathématiques, il devint professeur de philosophie à l'Académie de chevalerie de Liegnitz. Appelé à Copenhague en 1770 par son frère, le comte de Struensée, pour y occuper l’intendance des finances, il fut enveloppé dans la disgrâce de ce dernier, emprisonné, puis mis en liberté.
Il revint alors en Prusse, puis fut nommé directeur de la banque succursale d’Elbingen (1777) et conseiller supérieur des finances à Berlin (1782). Il obtint en 1787, de Frédéric VI de Danemark, des lettres de noblesse en dédommagement des injustes persécutions qu’il avait subies. En 1791, Frédéric-Guillaume de Prusse lui confia le département des finances, avec la direction des douanes et du commerce.

## Œuvres
On doit à cet économiste, entre autres écrits : 
- Éléments d’artillerie (1760, in-8°) ;
- Éléments d’architecture militaire (Liegnitz, 1767-1773, 3 vol. in-8°);
- Recueil de mémoires sur l’économie politique (1776, 2 vol. in-8°) ;
- Description abrégée du commerce des grands États de l’Europe (1778, 2 vol. in-8°) ;
- Mémoires sur des objets essentiels de l’économie politique (Berlin, 1800, 3 vol. in-8°).